# Pheia mathona
Pheia mathona är en fjärilsart som beskrevs av Paul Dognin. Pheia mathona ingår i släktet Pheia och familjen björnspinnare. Inga underarter finns listade i Catalogue of Life.